# Lichttaler
Der Lichttaler ist ein Taler des Herzogs Julius von Braunschweig (1568–1589), welcher von 1569 bis 1587 geprägt wurde. Er erhielt seinen Namen vom Münzbild, auf dem der Wilde Mann mit einem Baumstamm in der linken und einem brennenden Licht in der rechten Hand zu sehen ist.

## Münzgeschichtliche Zusammenhänge
Der Wilde Mann war das typische Münzbild der welfischen Herzöge und Kurfürsten von Braunschweig-Lüneburg und der Herzöge von Braunschweig-Wolfenbüttel. Zum ersten Mal erscheint das Sinnbild des Harzes im Jahr 1539 auf den Talermünzen Herzog Heinrichs des Jüngeren von Braunschweig-Wolfenbüttel (1514–1568). Das ist der Vater des Herzogs Julius, des Münzherrn, der die Lichttaler ab 1569 prägen ließ. Diese Taler stammen aus der Münzstätte Goslar, die sich seit 1552 im Vitushof befand, der zum Kloster Riechenberg gehörte. Das Silber für die Lichttaler kam aus dem Rammelsberg bei Goslar.

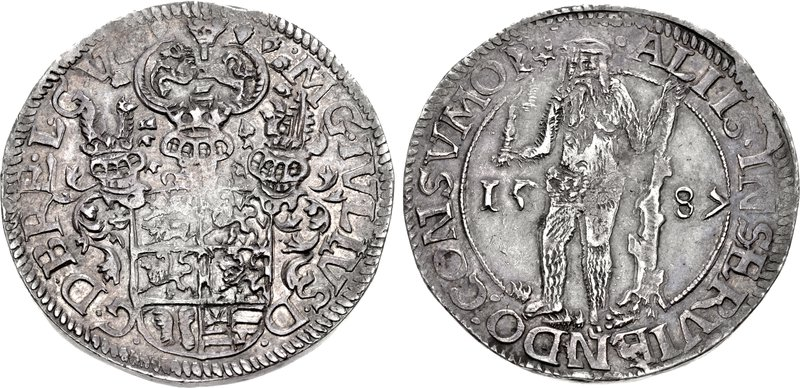
Lichttaler von 1587. Der Wilde Mann auf dem späten Lichttaler wirkt weniger kraftvoll, zu seinen Füßen befinden sich Grasbüschel. Vgl. mit Jahrgang 1586. (Durchmesser 41 mm, Gewicht 29,08 g)

Der Wilde Mann, Symbol des Harzgebietes und Berggeist, die Sagengestalt des Harzes und Verkörperung der Naturkraft, wurde zunächst auf den Lichttalern ohne Schurz dargestellt. Der schräg vor dem behaarten Körper gehaltene Baumstamm soll sein Gemächt verdecken. Auf späteren Lichttalern trägt der Wilde Mann einen Schurz aus Eichenlaub. Den Baumstamm hält er nun senkrecht neben dem Körper.
Der Sinn des Münzbildes mit dem Wilden Mann, der ein brennendes Licht hält, ist nicht nachgewiesen. Das brennende Licht, das sich verzehrt, passt zum Wahlspruch des Herzogs Aliis inserviendo consumor („Im Dienste anderer verzehre ich mich“).
In Paul Zimmermanns Artikel „Julius, Herzog zu Braunschweig und Lüneburg“ (1881) ist ein Bezug zum Wahlspruch in Verbindung mit dem Sinnbild auf den Talern erwähnt.

„In den letzten Jahren von Steinschmerzen heftig geplagt, starb J. am 3. Mai 1589. Sein treffliches Sinnbild […] mit dem Wahlspruch […], war zur Wahrheit geworden.“

Nach Paul Zimmerman war der Herzog „streng gegen sich, treu in seiner Pflicht, rastlos thätig, eine mehr arbeitsame als geniale Natur“.
Die zusätzlichen Buchstaben G V M G in der Titelumschrift der meisten Lichttaler des Herzogs Julius, die als Abkürzung mit „Gottes Versehen muss geschehen“ gedeutet wurden, beziehen sich auf sein Leben bis zur Regierungsübernahme, an die er selbst nicht geglaubt hat.
Als junger Prinz stürzte er „durch die Sorglosigkeit seiner Wärterin“ vom Tisch. Dadurch wurde sein rechter Fuß so stark verletzt, dass er zu ritterlichen Übungen und, nach den Ansichten seiner Zeit, zur Übernahme der Regierung eines weltlichen Fürstentums ungeeignet schien. Sein Vater bestimmte ihn deshalb zum geistlichen Stand. Als in der Schlacht bei Sievershausen seine beiden älteren Brüder umkamen, wurde er Thronerbe. Da er sich für die lutherische Lehre entschied, fiel er bei seinem Vater in Ungnade. Julius flüchtete zu seinem Schwager Markgraf Johann nach Küstrin, wurde aber im Jahr 1559 von seinem zum Teil ausgesöhnten Vater zurückgerufen. Am 11. Juni 1568 trat er die Regierung an und führte die lutherische Lehre ein.
Die für äußerst unwahrscheinlich gehaltene Regierungsübernahme kommt in der Legende auf fast allen seiner Lichttalern mit den Buchstaben G V M G (Gottes Versehen muss geschehen) zum Ausdruck.

## Münzbeschreibung

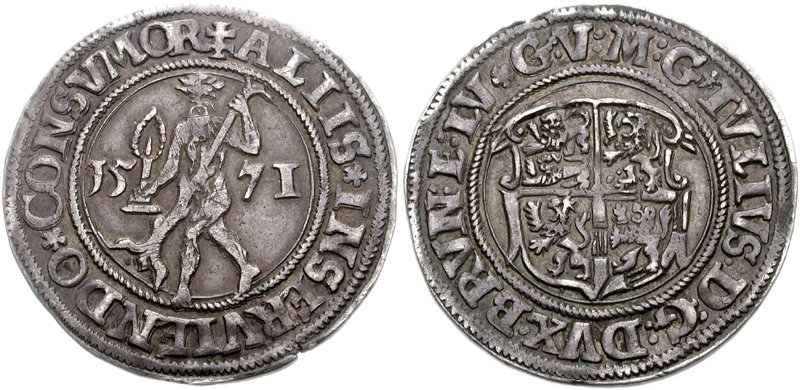
¼ Lichttaler von 1571 (Durchmesser 30 mm, Gewicht 7,17 g)

Die in der Münzstätte Goslar mit dem Münzzeichen Doppelkreuz geprägten silbernen Lichttaler sind Reichstaler. Sie wurden von zahlreichen Unterschieden im Detail abgesehen, in drei Grundvarianten geprägt, die hier in den Bildern dargestellt sind:
- Rückseite mit Reichsadler
- Vorderseite mit zwei Wilden Männern als Schildhalter
- Vorderseite mit Wappen ohne Schildhalter

Die jeweiligen Gegenseiten zeigen den Wilden Mann mit dem brennenden Licht in verschiedenen Ausführungen.
Talerteilstücke sind ½- und ¼ Lichttaler.

### Taler von 1569

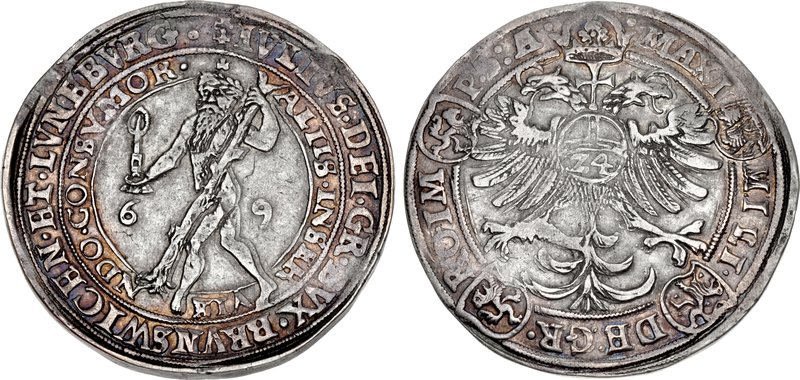
Lichttaler von 1569 (Durchmesser 42 mm, Gewicht 28,95 g)

Herzog Julius befolgte bei seinem ersten Lichttalertyp die Vorschrift der Augsburger Reichsmünzordnung von 1559 auch hinsichtlich des Münzbildes für das Gepräges. Eine Seite sollte demnach den zweiköpfigen Reichsadler mit dem Reichsapfel auf der Brust zeigen, in dem der Wert des Geldstückes angegeben ist, sowie die Umschrift mit dem Titel des Kaisers tragen. Die andere Seite sollte des Münzherrn oder Münzstandes Wappen mit dessen üblicher Umschrift zeigen und die Jahreszahl enthalten. Auf das Wappen hat er allerdings verzichtet, um sein Sinnbild darstellen zu können.

#### Vorderseite
Schreitender Wilder Mann ohne Schurz, mit einem Kranz auf dem Kopf. In der linken Hand hält er schräg vor sich einen Baumstamm, in der rechten einen Leuchter mit einem brennenden Licht. Die Jahreszahl im Feld (15)69 ist geteilt angeordnet. Das Münzzeichen Doppelkreuz für die Münzstätte Goslar ist in der Umschrift enthalten.
- Umschrift außen: IVLIVS ∙ DEI ∙ GR(atia) ∙ DVX ∙ BRVNSVICEN(sis) ∙ ET LVNEBVRG(ensis) ∙
  - Übersetzung: Julius von Gottes Gnaden Herzog von Braunschweig und Lüneburg
- Umschrift innen: ALIIS ∙ INSERVIENDO ∙ CONSUMOR ∙
  - Übersetzung: Im Dienste anderer verzehre ich mich. (Wahlspruch des Herzogs Julius)

#### Rückseite
Die Rückseite zeigt den doppelköpfigen gekrönten und nimbierten Reichsadler mit einem Reichsapfel auf der Brust, auf dem die Wertzahl 24 (= 24 Groschen) aufgeprägt ist.
- Umschrift: MAXI – MILI(anus) ∙ – DE(i) : GR(atia) ∙ – RO(manorum) ∙ IM – P(erator) ∙ S(emper) : AV(gustus) ∙ Die Umschrift ist durch vier Wappen unterbrochen.
  - Übersetzung: Maximilian von Gottes Gnaden, allzeit erhabener römischer Kaiser

### Taler von 1576

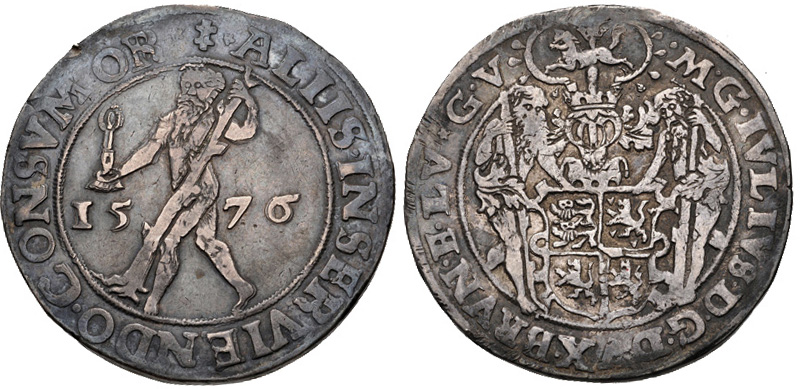
Lichttaler von 1576 (Durchmesser 41 mm, Gewicht 28,09 g)

#### Vorderseite
Die Vorderseite zeigt das behelmte herzogliche Landeswappen mit vier Feldern und zwei Wilden Männern als Schildhalter, darüber das Sachsenross als Teil der Helmzier.
- Umschrift: IVLIVS ∙ D(ei) ∙ G(ratia) ∙ DVX ∙ BRUN(svicensis) ∙ E(t) ∙ LV(neburgensis) ∙ G ∙ V – M ∙  G ∙
  - Übersetzung: Julius von Gottes Gnaden Herzog von Braunschweig und Lüneburg
    - Die Buchstaben G V M G in der Umschrift sind Abkürzungen und bedeuten mit hoher Wahrscheinlichkeit Gottes Versehen Muss Geschehen.

Nach David Köhler sind die Buchstaben Abkürzungen mit den Auslegungen „Got(te)s Verseh(e)n muß geschehen“ oder „Gott und mein Glück“.
Der Herzog habe mit „Gottes Verseh(e)n muss geschehen“ andeuten wollen, dass er wider alles menschliche Denken durch den Willen Gottes doch zur Regierung gelangt sei. Andere glauben, dass die vier geheimnisvollen Buchstaben „Gott und mein Glück“ heißen sollen, weil der Herzog diese Worte oft gesagt habe. „Von Praun fügt bei“, so v. Schulthess-Rechberg, „dass die Auslegung ‚Gottes Versehn muss geschehn‘ die richtige seye, wie die Juliuslöser das bewiesen“. Juliuslöser sind silberne Schaumünzen, die Herzog Julius ebenfalls prägen ließ.
Die geheimnisvollen Buchstaben in der Titelumschrift des Herzogs wurden somit enträtselt.

#### Rückseite
Schreitender Wilder Mann ohne Schurz mit einem schräg gehaltenen Baumstamm in der linken und einem brennenden Licht in der rechten Hand. Die Jahreszahl 1576 ist geteilt angeordnet. Die Umschrift enthält das Münzzeichen Doppelkreuz für die Münzstätte Goslar.
- Umschrift: ALIIS ∙ INSERVIENDO ∙ CONSUMOR ∙ (siehe vorher)

### Taler von 1586

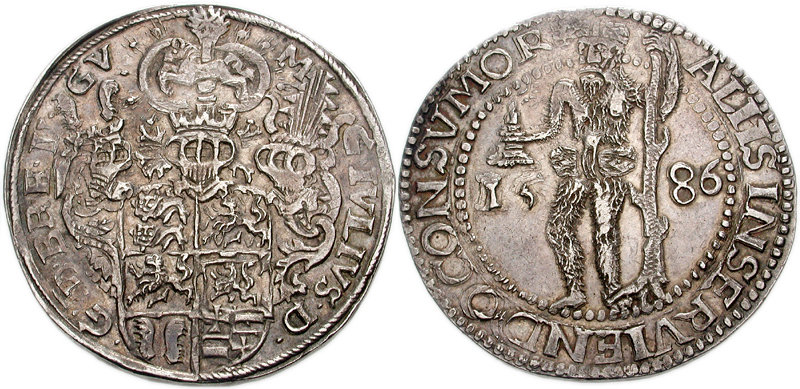
Lichttaler von 1586 (Durchmesser 41 mm, Gewicht 29,09 g)

#### Vorderseite
Die Vorderseite zeigt den dreifach behelmten Wappenschild mit sechs Feldern, darüber das Sachsenross als Teil der Helmzier.
- Umschrift: IVLIVS ∙ D(ei) ∙ –  ∙ G(ratia) ∙ D(ux) ∙ BR(unsvicensis) ∙ E(t) ∙ L(uneburgensis) ∙ G  V – M – G (Übersetzung siehe vorher)

#### Rückseite
Der Wilde Mann, hier mit Schurz aus Eichenlaub, hält in der linken Hand einen senkrecht stehenden Baumstamm, in der rechten einen Leuchter mit einem brennenden Licht. Die Jahreszahl 1586 ist geteilt angeordnet. Das Münzzeichen Doppelkreuz für Goslar befindet sich in der Umschrift (hier kaum erkennbar).
- Umschrift: ALIIS  INSERVIENDO  CONSUMOR (Übersetzung siehe vorher)